# 许培仁
许培仁（1912年—1986年），男，陕西神木人，中华人民共和国军事人物，中国人民解放军少将，曾任中国人民解放军海军后勤部副政治委员兼政治部主任。